# Moszenna
Moszenna – struga na ziemi prudnickiej, w południowo-zachodniej Polsce, w województwie opolskim, powiatach prudnickim i krapkowickim, gminach Biała i Strzeleczki. Dopływ Młynówki, długości 7,27 km.
Źródło strugi znajduje się w Nowej Wsi Prudnickiej. Przepływa w rejonie miejscowości Urszulanowice, Moszna i Zielina. Na północny zachód od Zieliny uchodzi do strugi Młynówka.